# NASCAR 2001
NASCAR 2001 (Chinees: 云斯顿赛车2001) is een videospel voor het platform Sony PlayStation 2. Het spel werd uitgebracht in 2000. Het perspectief van het beeld kan getoond worden in de eerste persoon en de derde persoon. Het spel bevat meer dan 30 coureurs (Jeff Gordon, Dale Earnhardt, Tony Stewart, Dale Jarrett, Bobby Labonte, Mark Martin, Dale Earnhardt Jr en Bobby Hamilton) en verschillende tracks (Daytona en 13 andere). Het spel bevat races overdag en in de nacht.

## Ontvangst
| Beoordeeld door                | Platform      | Datum             | Score |
| ------------------------------ | ------------- | ----------------- | ----- |
| Absolute Playstation           | PlayStation   | november 2000     | 91%   |
| Adrenaline Vault, The (AVault) | PlayStation 2 | 19 december 2000  | 90%   |
| IGN                            | PlayStation   | 12 oktober 2000   | 81%   |
| Game Informer Magazine         | PlayStation   | december 2000     | 80%   |
| GameZone                       | PlayStation 2 | 2 maart 2001      | 80%   |
| PSM                            | PlayStation   | november 2000     | 80%   |
| GameSpot                       | PlayStation   | 28 september 2000 | 79%   |
| Game Vortex                    | PlayStation 2 | 7 december 2002   | 78%   |
| IGN                            | PlayStation 2 | 7 november 2000   | 78%   |
| Gamer's Pulse                  | PlayStation 2 | 27 december 2000  | 76%   |